# Teitur Lassen
Teitur Lassen (Tórshavn, 4 januari 1977), artiestennaam Teitur, is een singer-songwriter, die afkomstig is van de Faeröer.

## Achtergrond
Teitur bracht zijn jeugd door op de relatief geïsoleerde Faeröer, waar hij op zijn dertiende in een bandje begon te spelen. Hij schreef daarvoor Engelstalige teksten. Op zijn zeventiende vertrok hij met zijn familie naar Denemarken. Daar legde hij zich volledig toe op muziek en teksten schrijven. Na een korte periode in Rome te hebben doorgebracht, vestigde hij zich in 2002 in Londen.

## Werk
Teiturs debuutalbum was Poetry & Aeroplanes, dat verscheen in de zomer van 2003. De plaat, die werd geproduceerd door Rupert Hine, werd weliswaar goed ontvangen door critici, maar verkocht matig, mede doordat er in de media betrekkelijk weinig aandacht aan werd besteed. Wel werden van de liedjes I Was Just Thinking en Sleeping With the Lights On videoclips gemaakt en werd Teitur genomineerd voor de Shortlist Music Prize. Mede door mond-tot-mond-reclame trad Teitur in het jaar volgend op zijn debuut honderden keren op, zowel in Europa als in de Verenigde Staten. Hij stond in het voorprogramma van concerten van Aimee Mann, John Mayer en Rufus Wainwright. Ook werkte hij mee aan de soundtracks van de in 2006 uitgebrachte films Aquamarine en My Super Ex-Girlfriend. In datzelfde jaar richtte hij samen met zijn manager een eigen platenlabel op, Arlo and Betty Recordings, genoemd naar zijn beide geliefde akoestische Gibson-gitaren.
In 2006 verscheen in Scandinavië Teiturs tweede album, Stay Under the Stars, dat werd geproduceerd door Martin Terefe. Nadat de plaat enkele maanden in de Deense Top 40 had gestaan, werd hij later dat jaar ook in de Verenigde Staten, Canada en op iTunes uitgebracht. Van de songs Louis, Louis en Hitchhiker verschenen videoclips. Het laatste nummer van het album, All My Mistakes, werd gebruikt voor de soundtrack van New Year Baby, een bekroonde documentaire over Cambodja van Socheata Poeuv en verscheen in 2008 ook op het protestalbum Songs for Tibet. Eind 2006 kreeg Teitur voor Stay Under the Stars in Denemarken een gouden plaat. Het jaar daarop werd hij bij de Danish Music Awards onderscheiden met de prijs voor de Best Male Solo Artist.
Teiturs volgende album was Káta Hornið (2007), waarvan de teksten geheel in het Faeröers waren geschreven. In 2008 verscheen zijn derde Engelstalige plaat, The Singer, die werd opgenomen op het Zweedse eiland Gotland. De liedjes op het album, geschreven in een periode van zeven jaar, waren vooral geïnspireerd door persoonlijke ervaringen. Tijdens zijn tour dat jaar ter gelegenheid van The Singer trad Teitur met een band op, onder andere als voorprogramma van Radiohead op het Roskilde Festival.
In 2012 trad Teitur samen met het Nederlands Blazers Ensemble op in Nederland. Zij samen gaven uitvoeringen van Everyday song, een speciaal daarvoor geschreven liederencyclus met verwijzing naar zijn geboortegrond.

## Discografie

### Albums
| Album met eventuele hitnotering(en) in de Nederlandse Album Top 100 | Datum van verschijnen | Datum van binnenkomst | Hoogste positie | Aantal weken | Opmerkingen |
| ------------------------------------------------------------------- | --------------------- | --------------------- | --------------- | ------------ | ----------- |
| Poetry & aeroplanes                                                 | 2003                  | -                     |                 |              |             |
| Stay under the stars                                                | 2006                  | -                     |                 |              |             |
| Káta Hornið                                                         | 2007                  | -                     |                 |              |             |
| The singer                                                          | 15-02-2008            | -                     |                 |              |             |
| All my mistakes                                                     | 05-10-2009            | -                     |                 |              |             |
| A night at the opera                                                | 28-05-2010            | -                     |                 |              |             |
| Let the dog drive home                                              | 28-01-2011            | 05-02-2011            | 94              | 1            |             |
| Story music                                                         | 2013                  | -                     |                 |              |             |
| I want to be kind                                                   | 2018                  | -                     |                 |              |             |

### Soundtrack-participaties
- 2006: Aquamarine
- 2006: My Super Ex-Girlfriend
- 2007: Andersens Drømme ("Andersens droom")
- 2008: Songs for Tibet